# Eubordeta concinna
Eubordeta concinna là một loài bướm đêm trong họ Geometridae.